# Sergio Alfonso Rodríguez
Sergio Alfonso Rodríguez Aguilera (sinh ngày 26 tháng 11 năm 1995 ở Aguascalientes City, Aguascalientes) là một cầu thủ bóng đá người México hiện tại thi đấu cho Club Atlas. Anh thi đấu trận đầu tiên cho đội bóng ngày 24 tháng 9 năm 2016.